# Mallophora semivolacea
Mallophora semivolacea är en tvåvingeart som beskrevs av Camillo Rondani 1848. Mallophora semivolacea ingår i släktet Mallophora och familjen rovflugor. Inga underarter finns listade i Catalogue of Life.